# Драго Вабець
Драго Вабець (сербохорв. Drago Vabec, нар. 26 жовтня 1950, Загреб) — югославський футболіст, що грав на позиції нападника.
Виступав, зокрема, за клуб «Динамо» (Загреб), а також національну збірну Югославії.

## Клубна кар'єра
У дорослому футболі дебютував 1968 року виступами за команду «Динамо» (Загреб), в якій провів дев'ять сезонів, взявши участь у 230 матчах чемпіонату. Більшість часу, проведеного у складі загребського «Динамо», був основним гравцем атакувальної ланки команди, ставши однією з легенд «динамівців» і виграв Кубок Югославії в 1969 році
У 1977 році він перейшов до канадської команди «Торонто Метрос-Кроейша», яка грала в NASL, де забив 11 голів у 15 іграх, але через кілька місяців він повернувся в «Динамо» і грав там до 1979 року. Тоді Драго знову відправився за кордон і став гравцем «Бреста». Там він забив 17 голів і посів 4 місце в таблиці бомбардирів у сезоні 1979/80, але команда вилетіла з вищого дивізіону. Наступного року він забив 14 голів у чемпіонаті і допоміг команді виграти Лігу 2 та повернутись в еліту, де в сезоні 1981/82 з 18 голами він посів 5 місце в таблиці бомбардирів, а наступного сезону забив 11 голів.
Завершив ігрову кар'єру у рідному «Динамо» (Загреб), у складі якого провів кілька матчів у сезоні 1983/84. Загалом провівши 529 ігор, він є п'ятим гравцем «Динамо» за всю історію і забив 183 голи. По завершенні ігрової кар'єри працював тренером з низкою невеликих хорватських клубів.

## Виступи за збірну
26 вересня 1973 року дебютував в офіційних матчах у складі національної збірної Югославії в товариській грі проти Угорщини в Белграді (1:1).
Востаннє він грав за збірну 24 квітня 1976 року у відбірковому матчі до чемпіонату Європи 1976 року проти Уельсу в Загребі (2:0), допомігши команді кваліфікуватись у фінальну стадію турніру. Там Вабець був у заявці команди, але на поле не виходив. Загалом протягом кар'єри в національній команді, яка тривала 4 роки, провів у її формі 7 матчів, забивши 1 гол.

## Титули і досягнення
- Володар Кубка Югославії (1):

«Динамо» (Загреб): 1969